# Filippo Rossi (commissario)
Filippo Rossi (Lodi, 27 marzo 1820 – Trieste, dopo il 1878) è stato un poliziotto italiano con cittadinanza austro-ungarica, noto per aver contribuito a svelare la trama rivoluzionaria mazziniana di Mantova del 1851-52, conclusa con la condanna a morte dei patrioti poi divenuti noti come «martiri di Belfiore».

## Biografia
Figlio di Ambrogio Rossi, I.R. Delegato di Polizia domiciliato a Lodi, e Caterina Tassoni; il padre ricoprì per molti anni la carica di commissario superiore di Polizia a Milano, carica che mantenne fino al pensionamento (1853). Il figlio Filippo seguì le orme del padre e si laureò a Pavia in Giurisprudenza.
Le prime notizie di Filippo Rossi risalgono al 1843 quando prestava servizio come «alunno di concetto» presso il commissariato di polizia di via Santa Sofia a Milano, mentre nel luglio 1846, dopo aver superato gli esami necessari, veniva nominato alla qualifica di commissario con pubblicazione sulla Gazzetta di Pavia.
Allo scoppio della prima guerra di indipendenza e i successivi moti risorgimentali di Milano, Rossi si schierò inizialmente con i patrioti insorti ma con la restaurazione austriaca del 1849 ritornò a indossare l'uniforme di polizia e divenne da allora un fedele esecutore del governo locale.
Integerrimo commissario di polizia nel 1850 a Pavia, Rossi faceva di tutto per tornare nelle grazie dei suoi superiori, vista la dubbia condotta da lui tenuta durante la rivoluzione di due anni prima.
Così inviato a Mantova nel 1851 condusse con abilità e zelo le indagini su un traffico di banconote austriache falsificate che circolavano in quel tempo nel Lombardo Veneto.
Il 1º gennaio 1852, nel corso di una perquisizione presso la residenza dell'esattore comunale di Castiglione delle Stiviere, Luigi Pesci, scoprì una cartella di 25 lire del prestito nazionale mazziniano; fu l'inizio dell'indagine che, attraverso l'arresto del 27 gennaio di Enrico Tazzoli presso cui sequestrò cifrari e materiale clandestino, portò alla scoperta della congiura mazziniana che si concluse poi con le condanne a morte dei noti patrioti a Belfiore.
Rossi si vantò negli anni seguenti di essere stato «lo scopritore del complotto di Mantova» e secondo il patriota bresciano Faustino Palazzi, coinvolto nei processi mantovani come seguace di Tito Speri e condannato per alto tradimento, Filippo Rossi «era un uomo d'ingegno, destro e attivissimo esecutore degli ordini del Governo austriaco al quale era intieramente ligio» mentre per altri «soffiò negli uffici militari perché Tito Speri venisse condannato».
I congiurati mantovani, sostenuti da comitato mazziniano di Brescia, per vendicare la morte di Giovanni Grioli progettarono l'assassinio di Rossi durante il carnevale 1852.
Il compito fu affidato alla direzione di Tito Speri e Carlo Poma coadiuvati dai congiurati del Comitato bresciano, il pittore Ettore Camillo Biseo e l'oste Giuseppe Squintani, ma l'agguato fallì in quanto Rossi uscendo da teatro si accompagnava a ufficiali austriaci.
Il piano fu successivamente rivelato dal congiurato Luigi Castellazzo al tenente inquisitore austriaco Alfred von Kraus nel corso dell'interrogatorio del 12 ottobre 1852.
Promosso commissario superiore dirigente di polizia, fu trasferito a Pavia e il suo arrivo in città destò la riprovazione degli ambienti liberali che mal sopportavano il suo fedele servizio al potere austriaco.
Così trovò scritto sul muro della delegazione di polizia: «Pavia vendicherà Mantova» e, secondo lo storico Gregorio Greco, «tanta fu la paura che lo invase che dovette abbandonare il suo posto».
Nel dicembre 1858 intimò agli studenti universitari di Pavia, uniti in un movimento politico di protesta contro l'Austria, che si trovavano nell'antivigilia di Natale ancora nella città, di ritornarsene a casa per le vacanze «che saranno molto più lunghe del previsto».
Nello stesso anno fu trasferito dapprima a Lodi e poi a Bergamo, ma è con la fine della seconda guerra di indipendenza e la cessione della Lombardia al Regno Sabaudo, che Filippo Rossi riprofessò la sua fedeltà di servire l'Imperiale Regia polizia e di seguire l'amministrazione austriaca nel Veneto.
Inseguito dall'ira e dalle minacce dei patrioti italiani, servì, ormai promosso consigliere di polizia, a Verona nel 1860, ove fu ferito in un agguato tesogli da ignoti, e nel 1862 a Venezia.
Nella stessa Verona fu coinvolto nel caso del giornalista Pietro Perego, noto scrittore e direttore della Gazzetta di Verona, che lo minacciò di denuncia per aver confermato al giornale L'Opinione di Torino alcuni suoi comportamenti «amorali».
Dalla consultazione degli almanacchi dell'amministrazione austriaca risulta che tra il 1862 e il 1875 Rossi prestava servizio come consigliere presso il commissariato di Chiadino a Trieste e le ultime notizie biografiche risalgono a quegli anni. Per i servizi prestati alla monarchia asburgica il consigliere Filippo Rossi fu nominato cavaliere dell'ordine Imperiale di Francesco Giuseppe.